# Région de l'Extrême-Nord
Pour les articles homonymes, voir Région Nord.
La région de l'Extrême-Nord est l'une des dix régions du Cameroun et la plus peuplée, située dans le nord du pays et frontalière du Tchad et du Nigéria. Son chef-lieu est la ville de Maroua qui compte aujourd'hui plus de 300 000 habitants.

## Situation
La région est située au nord du pays entre le 10° et 13° de latitude Nord et  les 14° et 16° de longitude Est. Elle est limitrophe de six régions du Tchad et de deux États du Nigéria.
| Borno          | Province du Lac  | Hadjer-Lamis, N'Djaména |
| Adamawa        | Extrême-Nord     | Chari-Baguirmi          |
| Région du Nord | Mayo-Kebbi Ouest | Mayo-Kebbi Est          |

## Subdivisions

### Départements

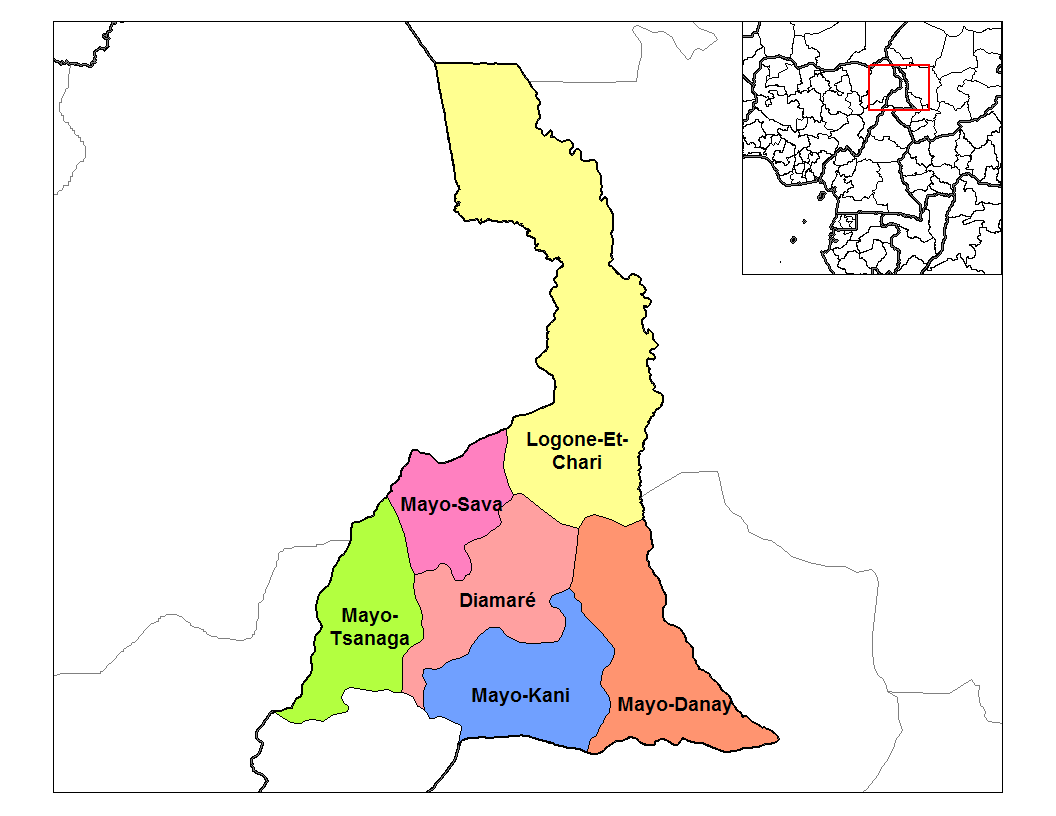
Les départements de la région de l’Êxtrême-Nord.

La région constituée de six départements couvre une superficie de 34 246 km2 et abrite plus de 2 721 500 habitants.
| Département     |  | Chef-lieu | Superficie | Population (2001) |
| --------------- |  | --------- | ---------- | ----------------- |
| Diamaré         |  | Maroua    | 4 665      | 566 921           |
| Logone-et-Chari |  | Kousséri  | 12 133     | 405 035           |
| Mayo-Danay      |  | Yagoua    | 5 303      | 522 782           |
| Mayo-Kani       |  | Kaélé     | 5 033      | 338 448           |
| Mayo-Sava       |  | Mora      | 2 736      | 313 413           |
| Mayo-Tsanaga    |  | Mokolo    | 4 393      | 574 864           |

### Arrondissements
La région compte 47 arrondissements.

### Communes
La région comprend 1 communauté urbaine, 3 communes d'arrondissement et 44 communes.

### Chefferies traditionnelles
La région de l'Extrême-Nord compte 18 chefferies traditionnelles de 1er degré, 160 chefferies de 2e degré et 1 821 chefferies de 3e degré.

## Géographie

### Relief
La région comprend les Monts Mandara à l'ouest, les plaines d'inondation du Logone à l'est (yaéré), la pénéplaine du mayo Kebbi au sud et le Lac Tchad au nord, la région de l'Extrême-Nord appartient dans sa grande majorité au bassin endoréique du lac Tchad. Seuls le Chari et son affluent le Logone sont permanents. S'avançant de manière de plus en plus étroite vers le nord entre les frontières du Tchad et de la Nigéria ses limites forment largement naturelles, rivière Logone, fleuve Chari, retombées des Monts Mandara sur le Nigéria, mais pas humaines.

### Climat
Le climat de l'Extrême-Nord du Cameroun est un climat de type soudano-sahélien caractérisé par une saison sèche qui dure sept mois et une saison pluvieuse qui dure 5 mois. Froide de novembre à février, succèdent des mois de chaleurs de plus en plus fortes jusqu’à l’arrivée des pluies. Le climat est en grande partie sahélien avec des températures élevées et une pluviométrie comprise entre 900 et 350 mm décroissant selon la latitude du sud vers le nord. Les hauteurs (jusqu'à 1 400 mètres) des Monts Mandara sont plus fraîches et nettement plus pluvieuses. Les mois de juillet et août cumulent à eux seuls 2/3 du total pluviométrique annuel de la région.
C’est l’été de l’hémisphère nord mais en raison de la baisse, relative, des températures et de l’intensité des pluies de juillet et août, cette saison des pluies est souvent qualifiée d’hivernage. Les rivières débordent alors rendant la circulation difficile en dehors des grands axes routiers.
Des savanes, plus ou moins boisées en fonction de la latitude, couvrent la région tandis que les plaines d'inondation sont le domaine de la prairie. Ce sont les irrégularités interannuelles qui caractérisent le climat et rythment le travail des hommes, essentiellement des agriculteurs, agriculteurs-éleveurs et quelques nomades peul Bororo au bord du lac Tchad.

## Population et économie

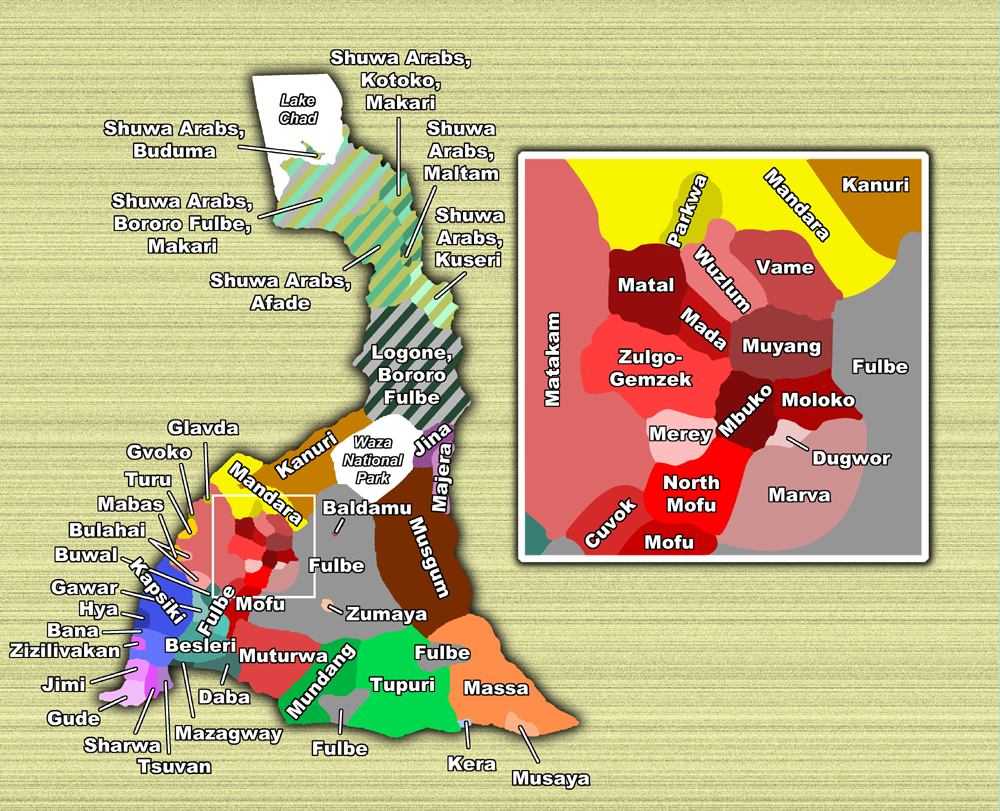
Populations de la région de l'Extrême-Nord.

Sa population (et donc sa densité) a connu une très forte évolution, passant de 2 721 500 habitants en 2001 à 3 111 792 lors du recensement de 2005. Sa densité est passée de 40,7 à 90,8 habitants au km2 entre le recensement de 1974 et celui de 2005. La croissance des villes est exponentielle.

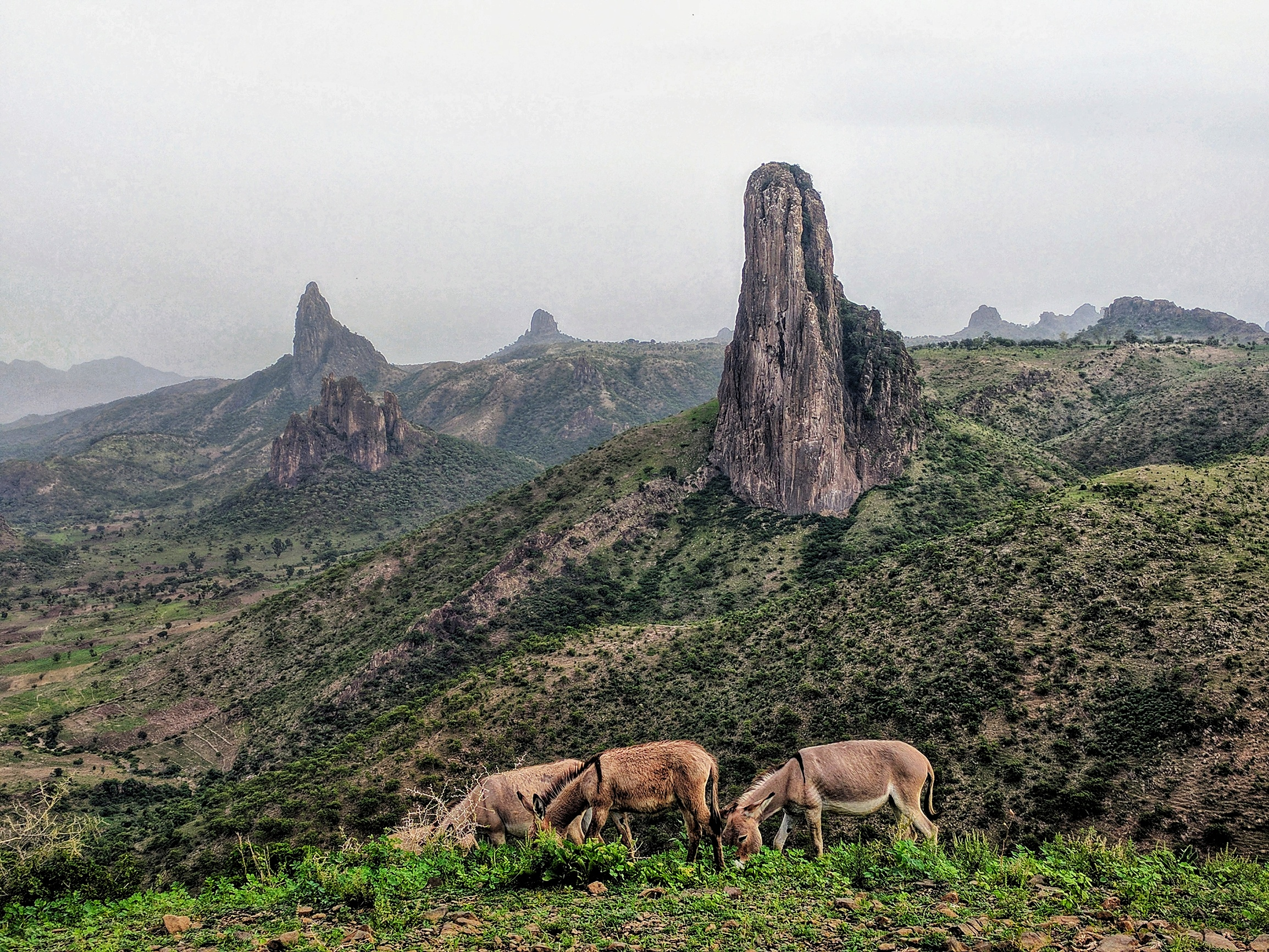
Les monts Kapsiki dans la région de l'Extrême-Nord. Juin 2017.

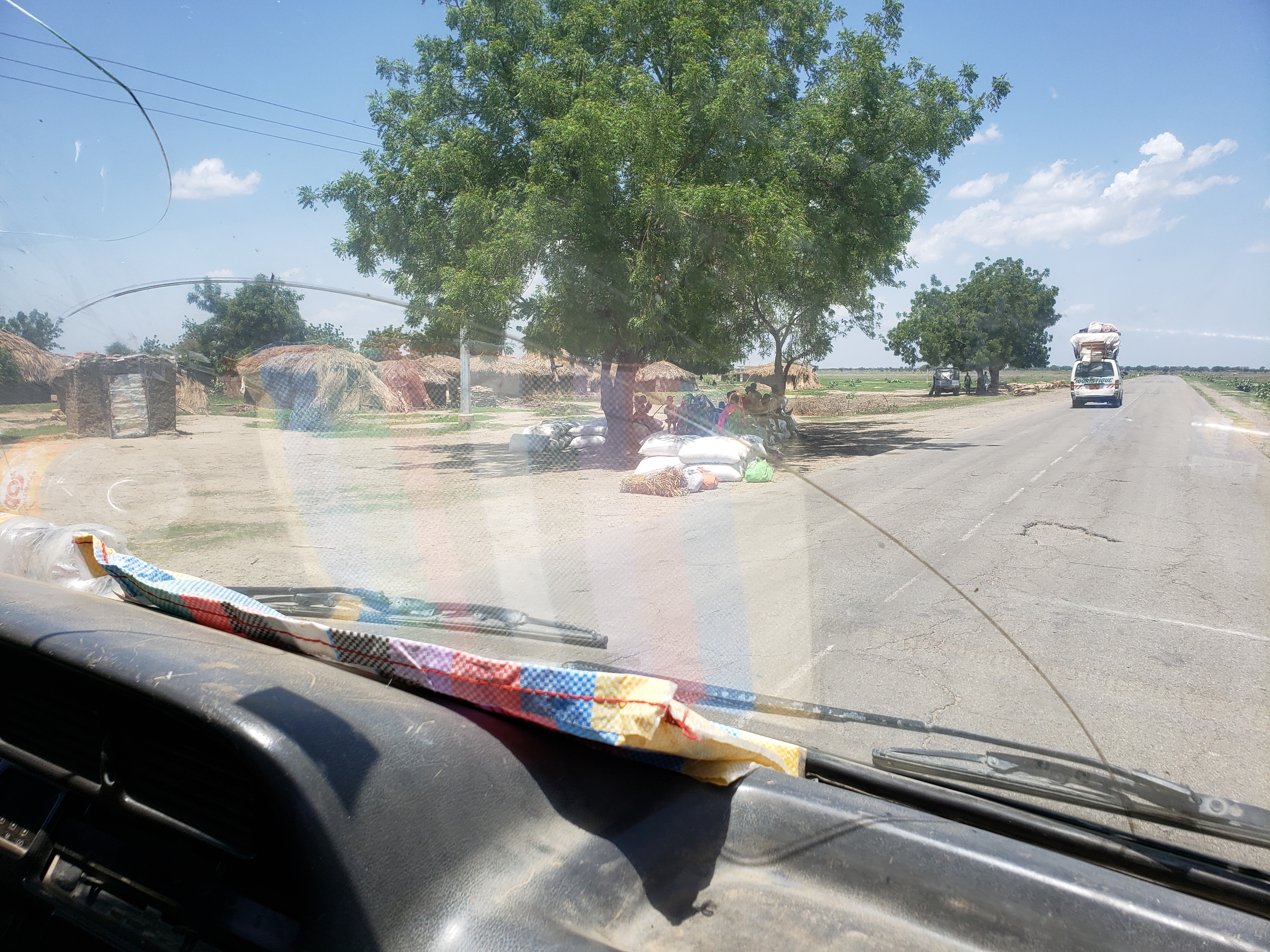
La route Kousseri - Maroua.

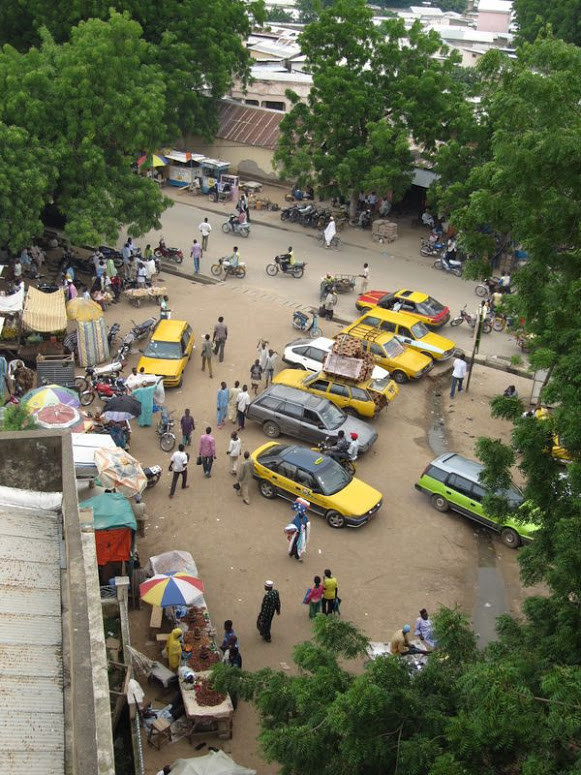
Rue de Maroua.

Cette population est très inégalement répartie entre les régions montagneuses surpeuplées avec des densités dépassant les 300 habitants par km2 dans les Monts Mandara et les yaérés, vaste plaine d'inondation du Logone, où les densités sont de moins de 10 habitants par km2, ce qui a permis la mise en place ancienne du vaste parc national de Waza et, à l'écart des inondations, celui plus petit de la Kalamaloué. De nombreuses ethnies occupent des espaces bien identifiés que ce soit dans les montagnes et plateaux des Mandara (Mafa (peuple) , Mofu (peuple) , Podoko , Kapsiki (peuple) , Mouktélé (peuple), Vamé (peuple), Brémé…) ou dans les plaines (Kotoko (peuple), Toupouri (peuple), Massa, Moundang (peuple), Guisseye, Moussey (peuple)…). Des ethnies anciennement islamisées, Peuls (en anglais : Fulas ou Fulani ; en peul : Fulɓe) au centre et arabes choua (au nord) se consacrent davantage à l'élevage, sédentaire pour certains, transhumant pour d'autres. Des nomades peul bororo fréquentent les berges du lac Tchad. D'autres groupes humains, comme les Haoussas et les Bornouans, sont plus urbains.
L’agriculture et l’élevage occupent 90 % de la population. Encadrée par la Sodecoton, la culture du coton est la grande culture commerciale d'exportation pour la fibre ou pour la consommation locale d'huile pour la graine. Les cultures vivrières sont destinées à l'autoconsommation ou à nourrir les villes, en croissance rapide. La culture du riz s'est largement développée avec les différents périmètres rizicoles créés par la SEMRY. La pêche, développée le long du Logone, du Chari et dans le lac Tchad, a profité de la création de la retenue de Maga.

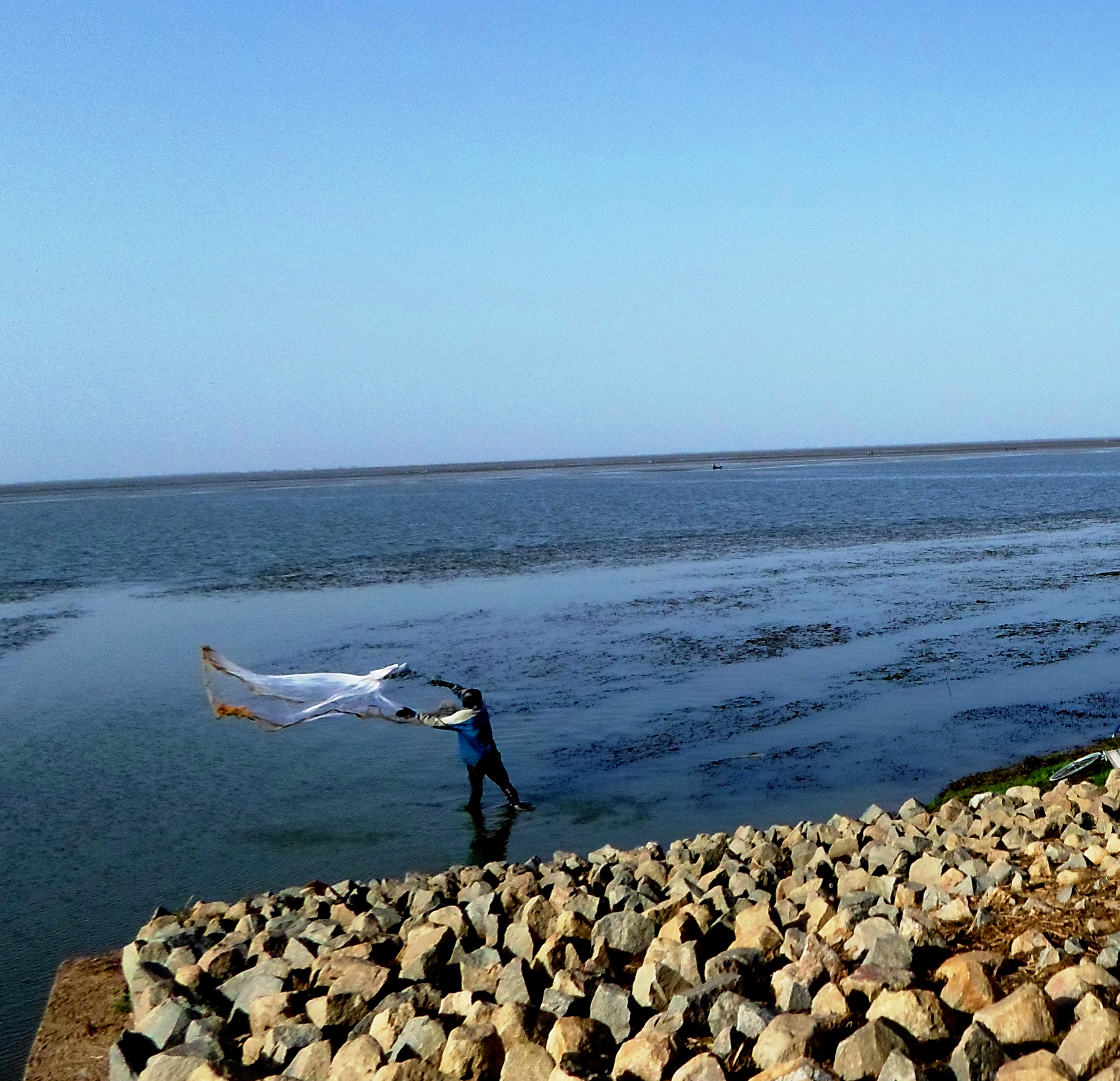
Lac Maga.
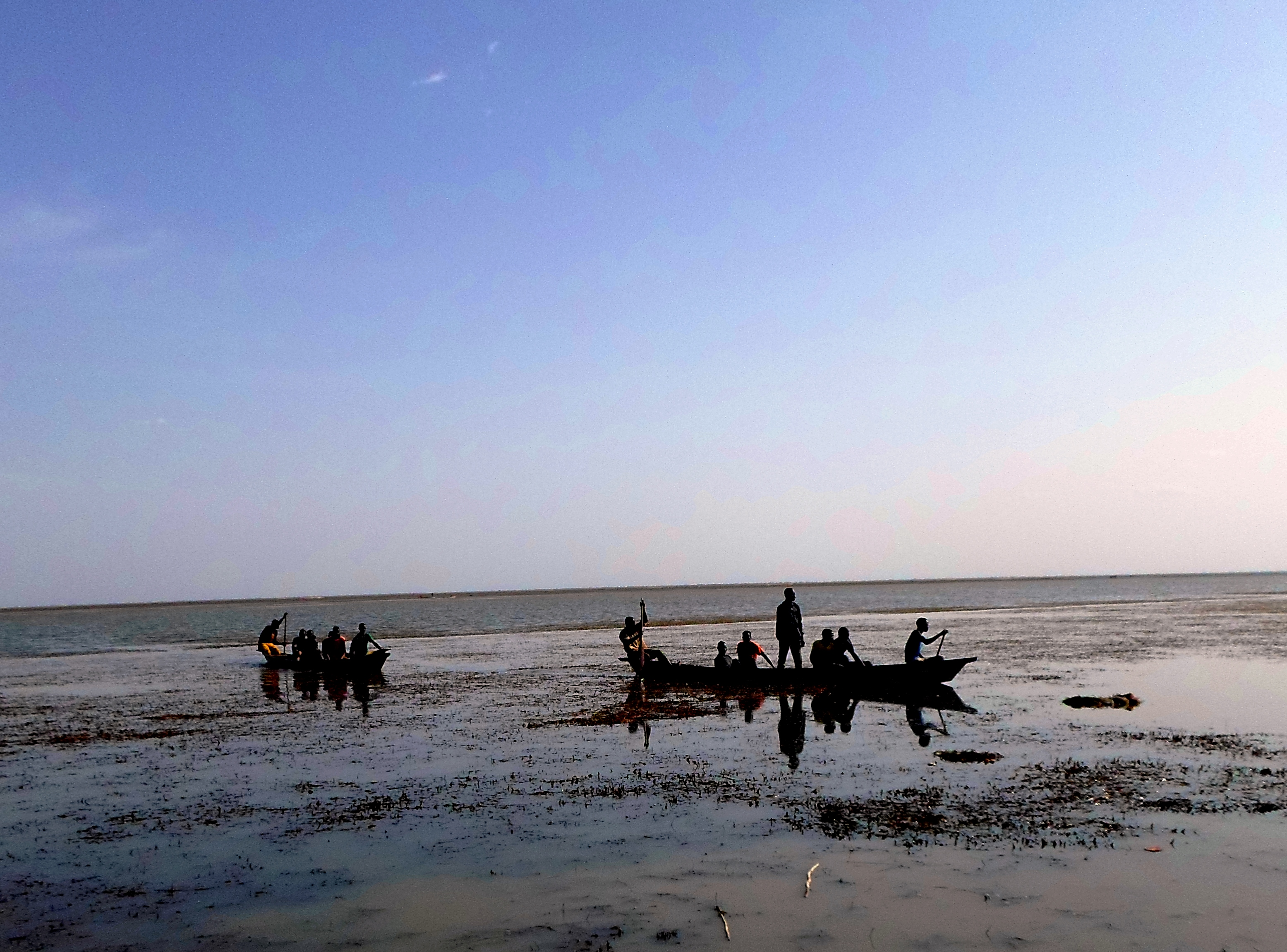
Pêche dans le lac Maga.
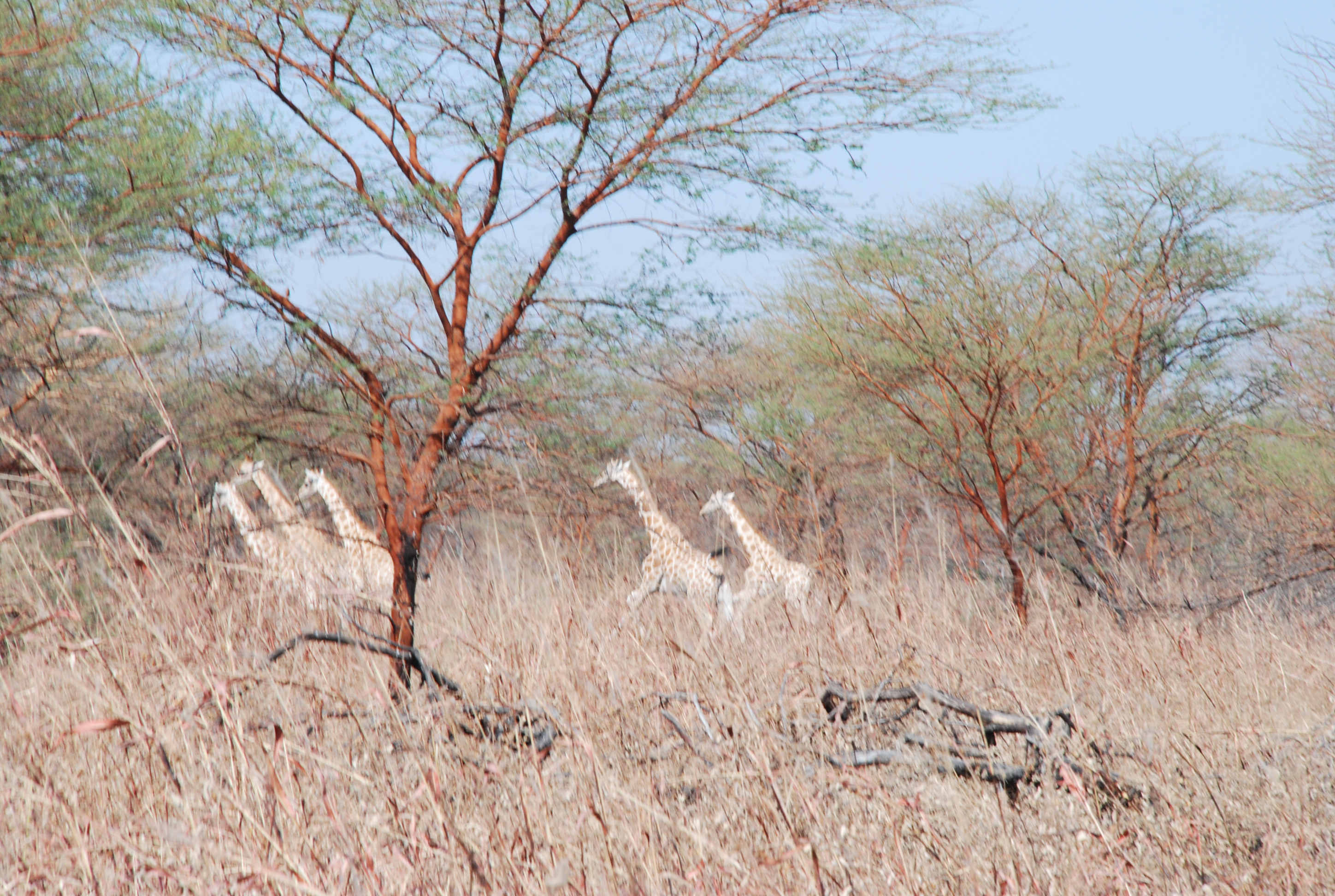
Girafes dans le parc national Waza.
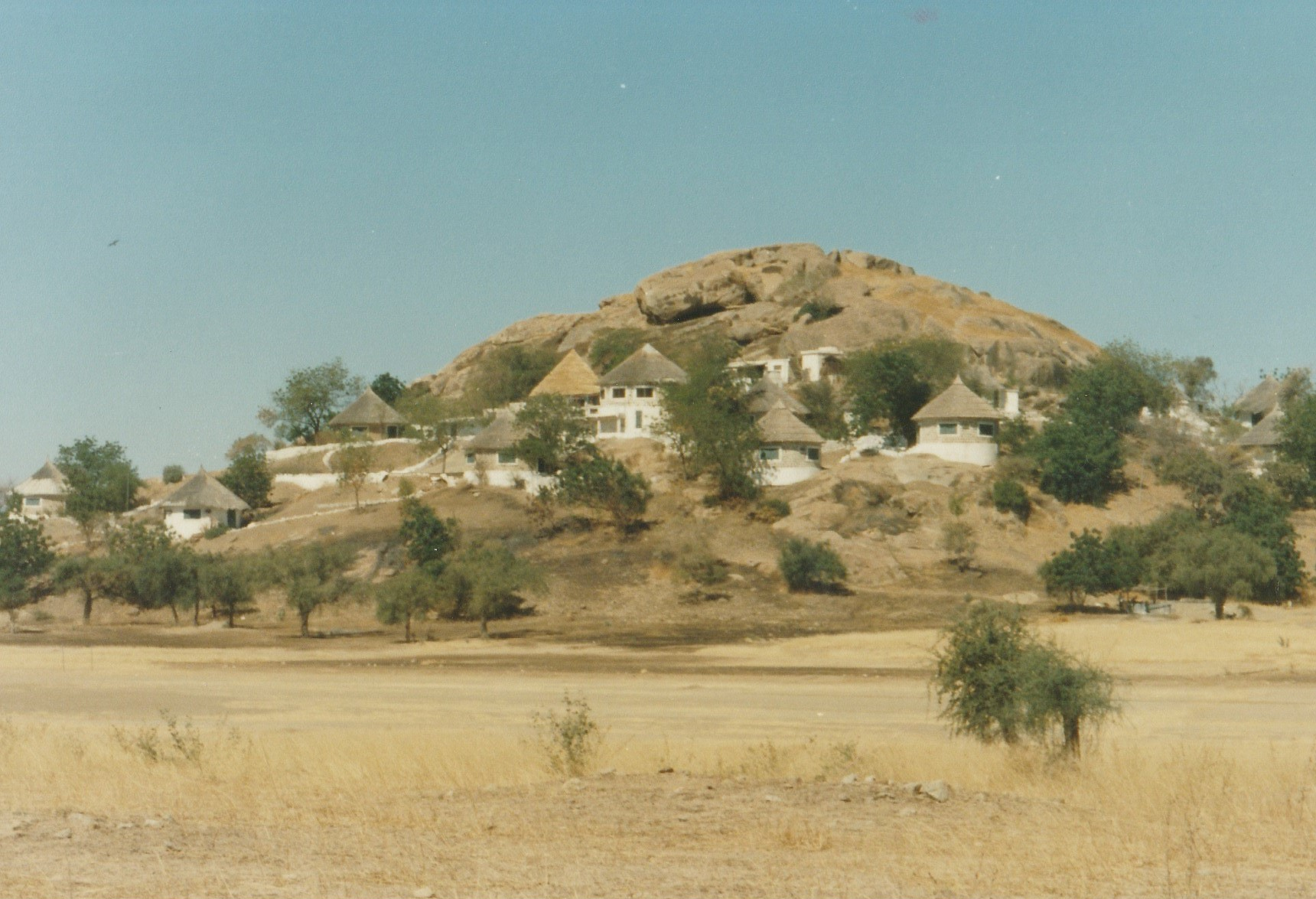
Campement près du parc de Waza, Extrême-Nord du Cameroun.
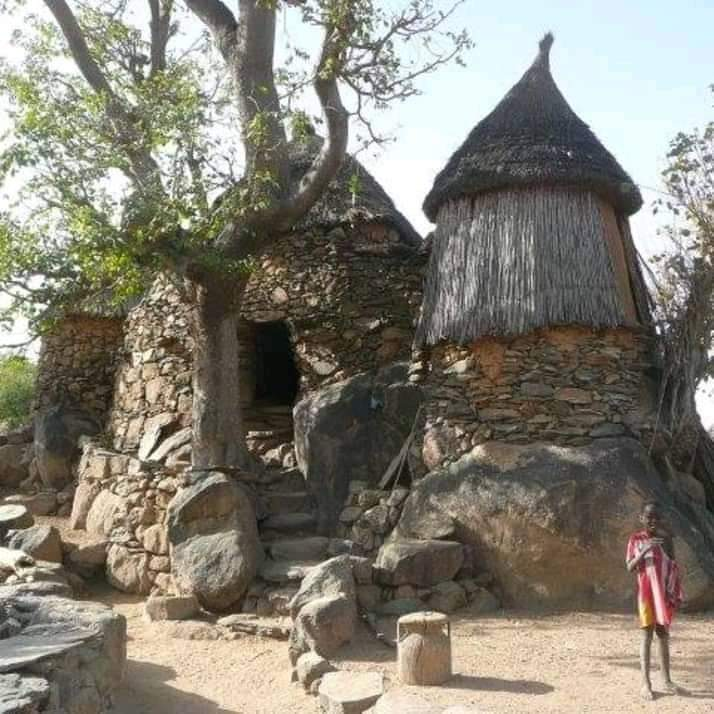
Architecture vernaculaire de l'extrême Nord Cameroun.
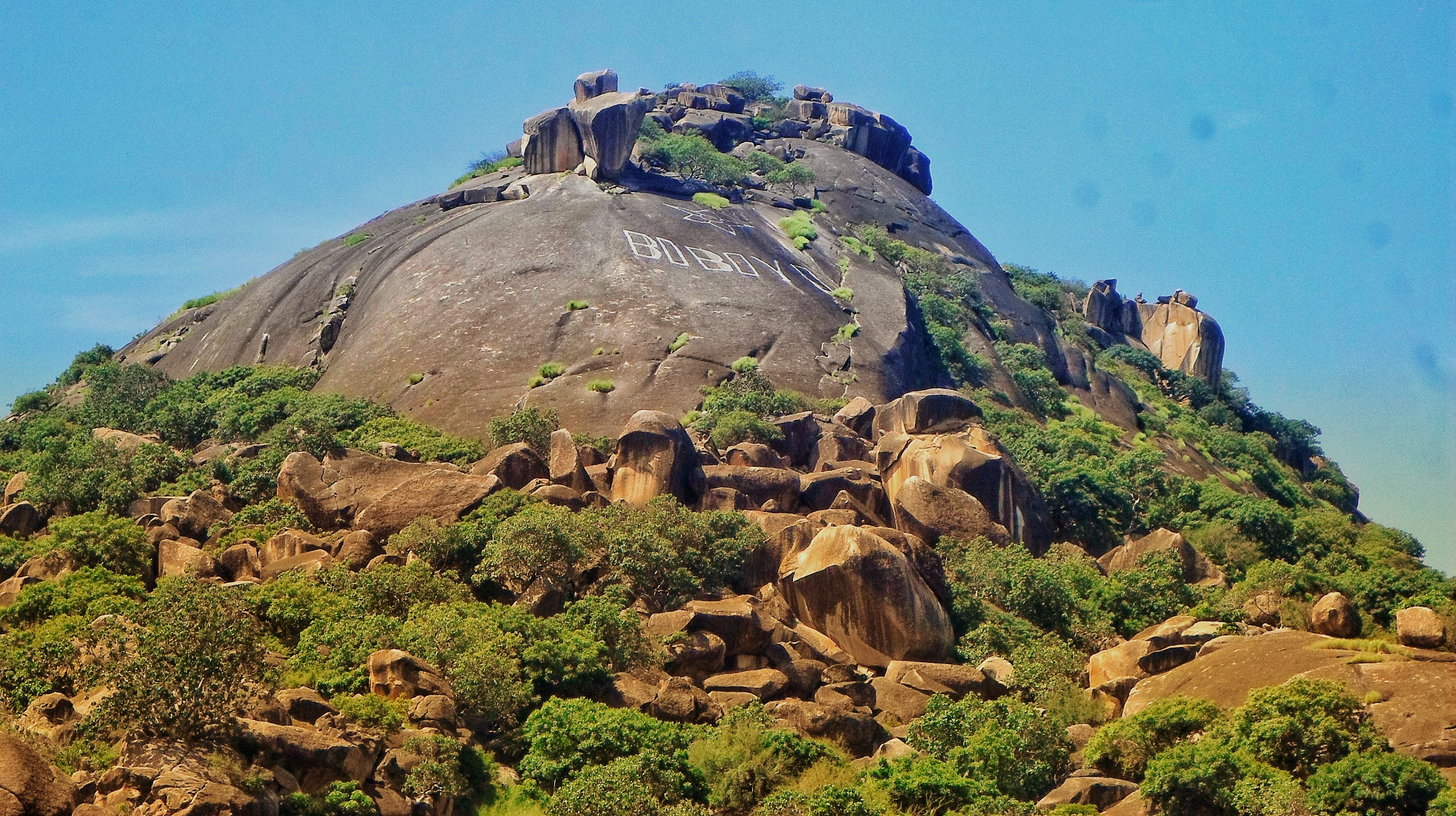
Mont Boboyo à l'extrême Nord Cameroun.

## Culture

### Danses Traditionnelles

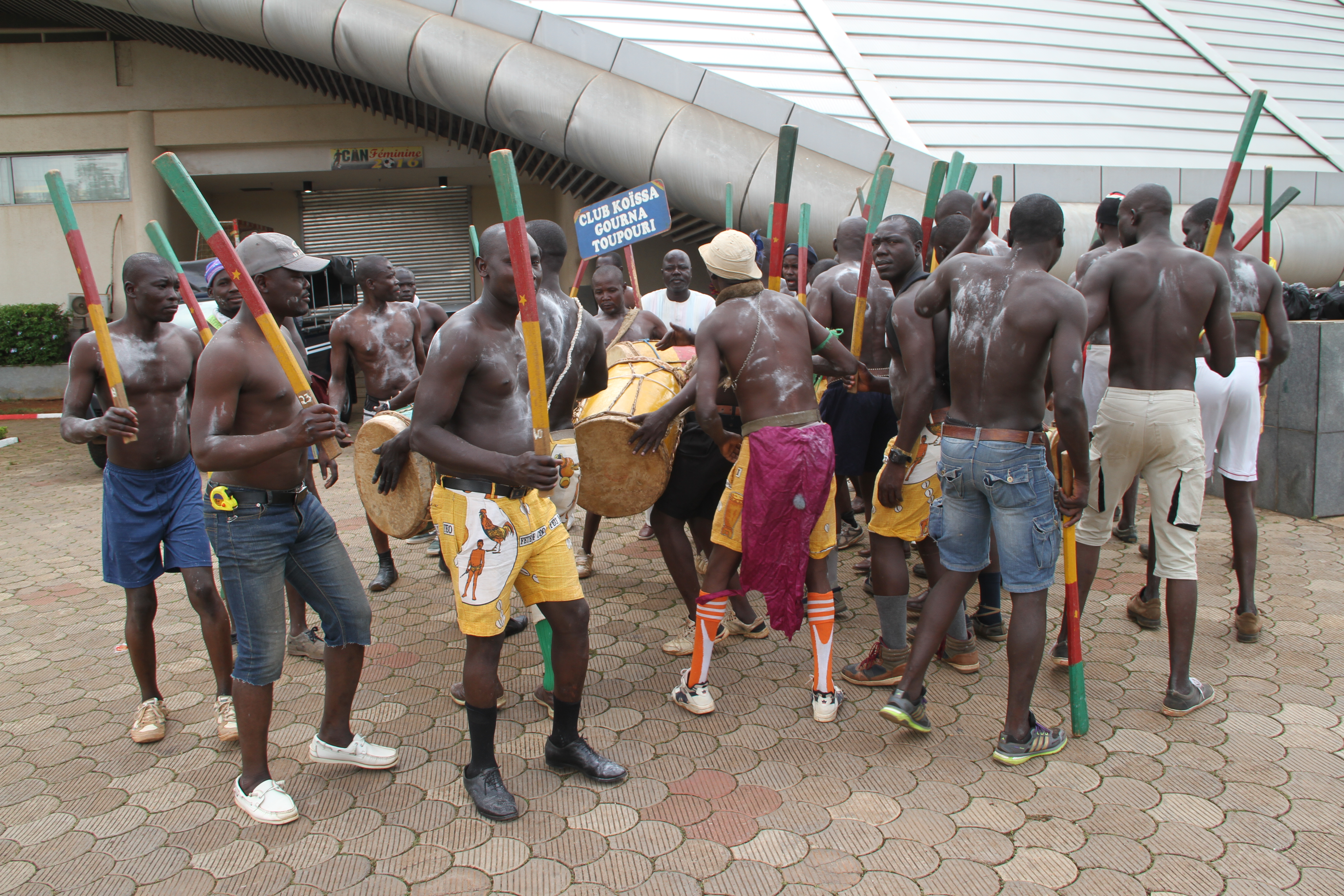
Groupe de danse Toupouri.
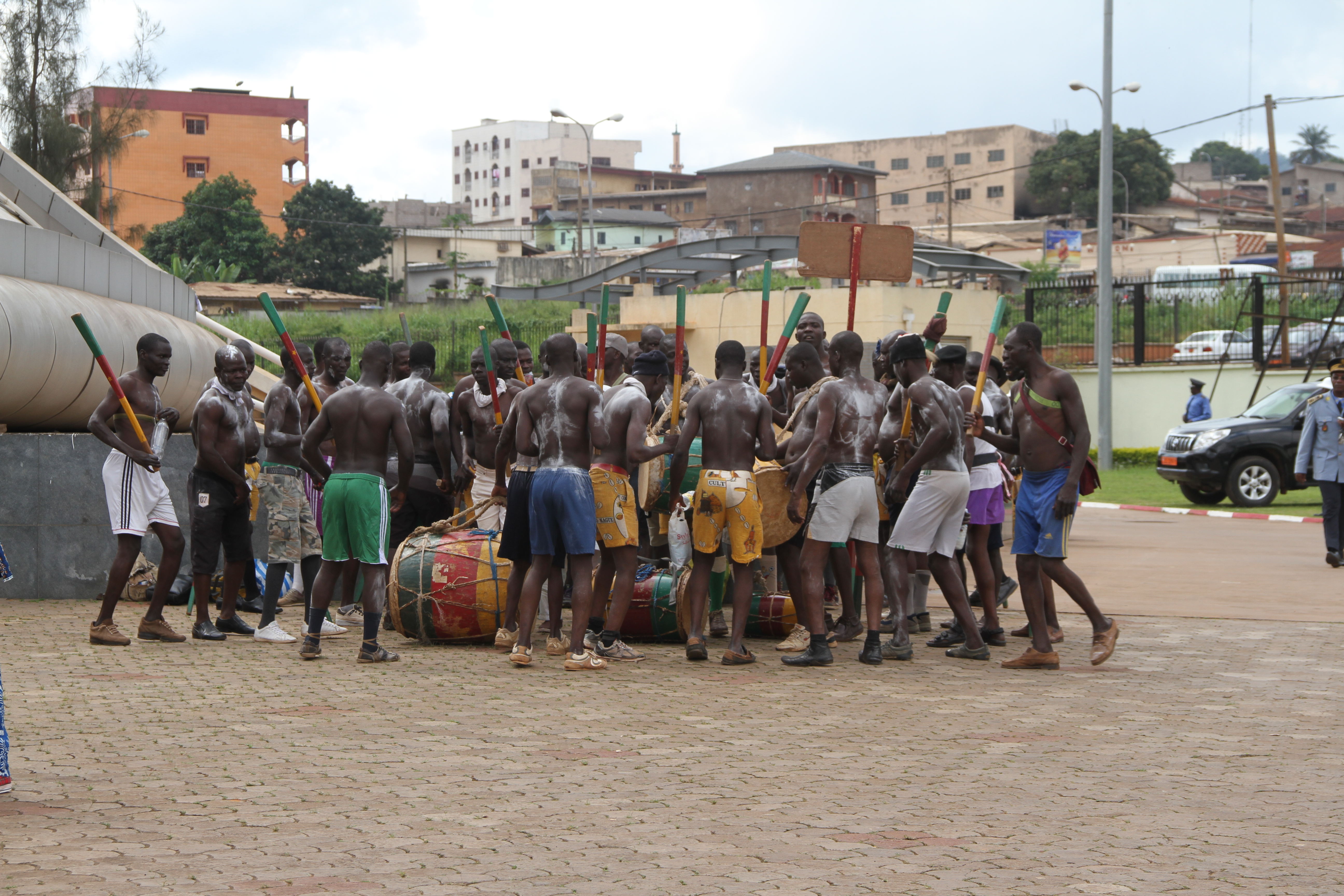
Danse Toupouri.
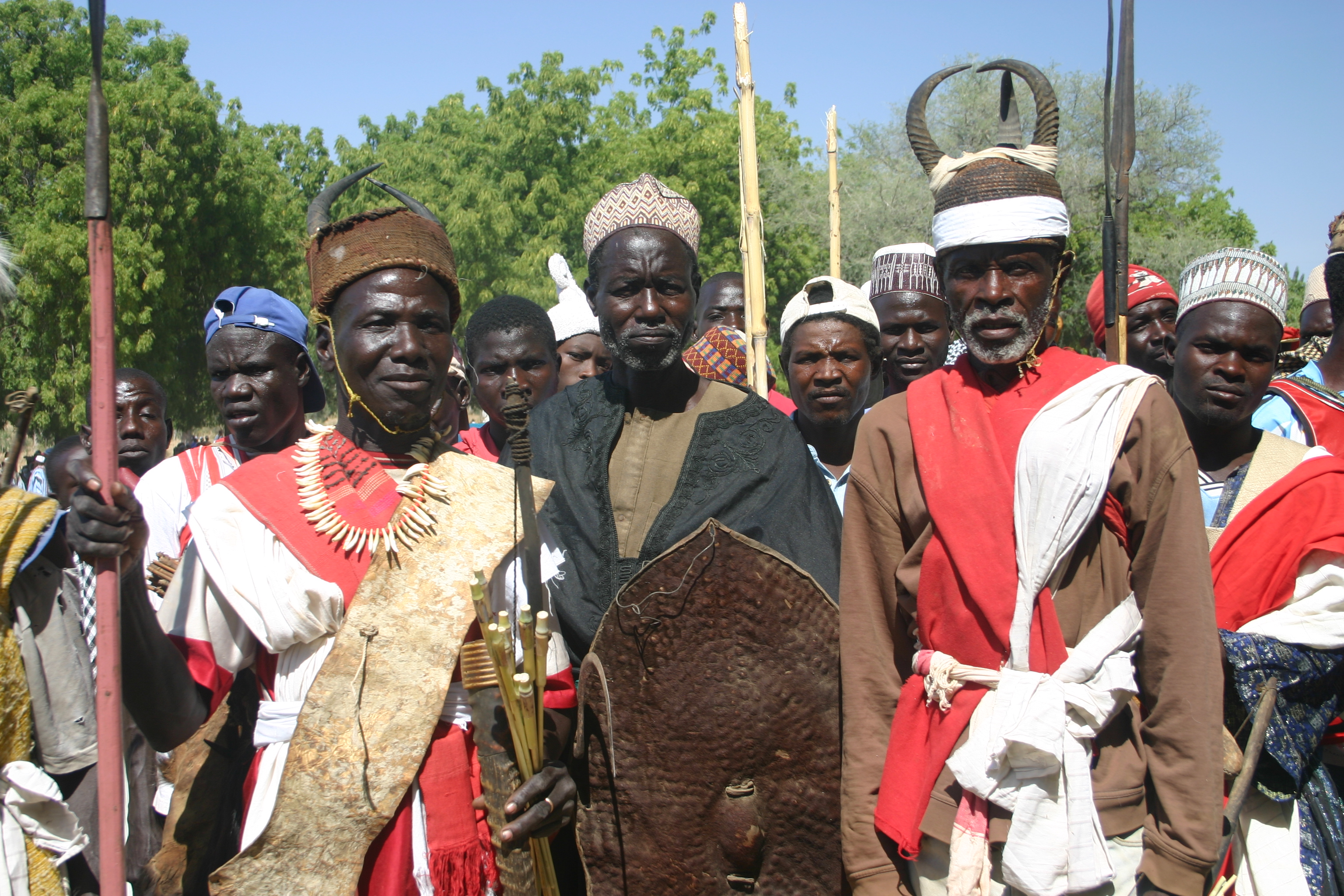
Festival Podoko (Mora).